# ST6

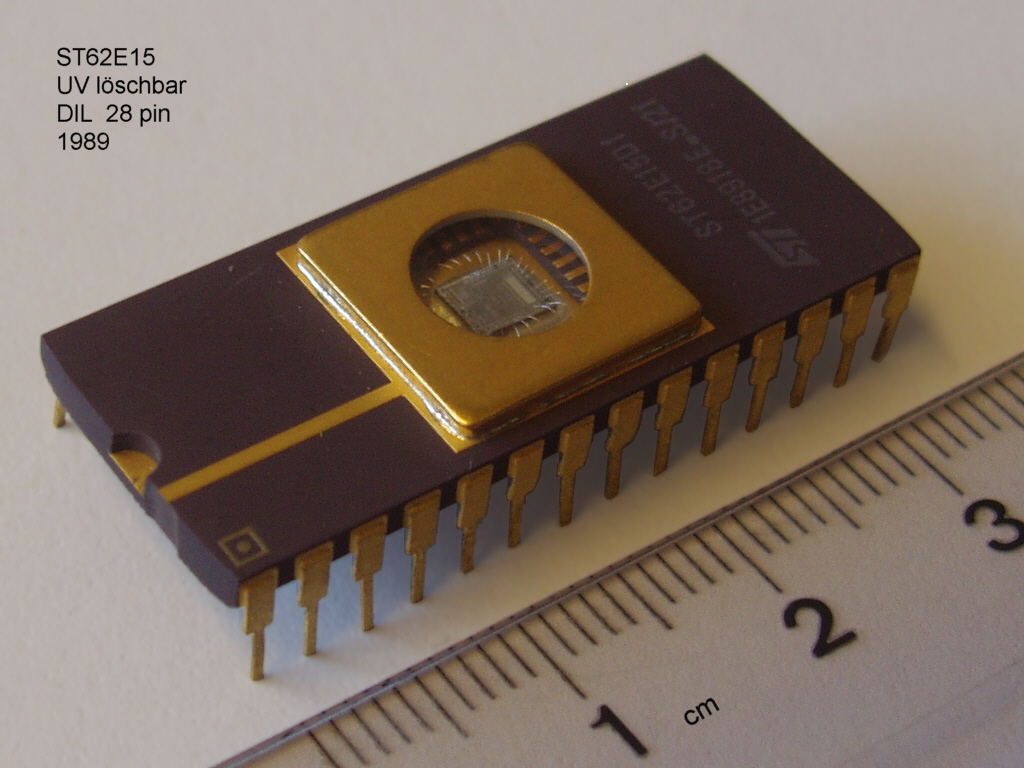
Microcontroller ST62E15

ST6 è una sigla comunemente utilizzata per identificare una famiglia di microcontrollori ad 8 bit prodotti dalla STMicroelectronics. Questi dispositivi erano disponibili con due tipi di ROM: una di tipo OTP (cioè una PROM) programmabile una sola volta o con EPROM azzerabile esponendo il microchip visibile tramite una finestrella trasparente a dei raggi UV.
Assieme ai PIC sono stati i microcontrollori più noti ed utilizzati in ambito hobbistico e scolastico negli anni '90-2000, venendo poi gradualmente soppiantati in questo ruolo dalla piattaforma Arduino.